# Tuần hoàn của tư bản

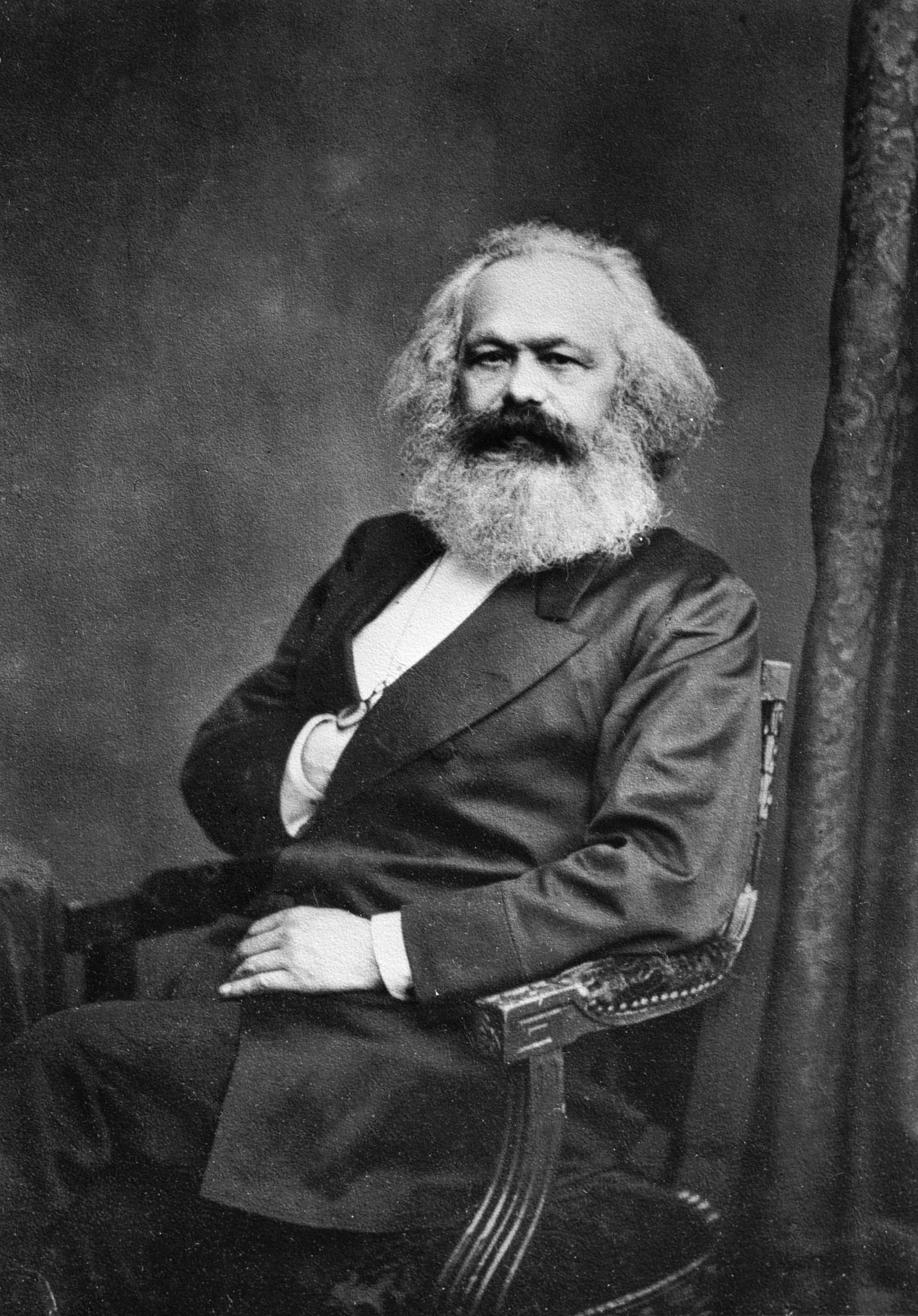
Mác - người đưa ra các khái niệm về kinh tế chính trị

Tuần hoàn của tư bản là một khái niệm trong kinh tế chính trị Marx-Lenin chỉ sự vận động của tư bản trải qua các giai đoạn, lần lượt mang những hình thái khác nhau, thực hiện các chức năng rồi trở về hình thái ban đầu với giá trị không những được bảo tồn mà còn tăng lên. Tuần hoàn của tư bản chỉ có thể tiến hành bình thường trong điều kiện các giai đoạn khác nhau của nó không ngừng được chuyển tiếp. Mặt khác, tư bản phải nằm lại ở mỗi giai đoạn tuần hoàn trong một thời gian nhất định. Vì vậy, sự vận động tuần hoàn của tư bản là sự vận động liên tục không ngừng đồng thời là sự vận động đứt quãng không ngừng.

## Các giai đoạn
- Giai đoạn thứ nhất:

Giai đoạn này nhà tư bản dùng tiền để mua tư liệu sản xuất và sức lao động. Chức năng giai đoạn này là biến tư bản tiền tệ thành hàng hóa dưới dạng tư liệu sản xuất và sức lao động để đưa vào sản xuất, gọi là tư bản sản xuất.
- Giai đoạn thứ hai:

Nhà tư bản tiêu dùng những hàng hóa đã mua, tức là tiến hành sản xuất. Trong quá trình sản xuất, công nhân hao phí sức lao động, tạo ra giá trị mới, còn nguyên liệu được chế biến, máy móc hao mòn thì giá trị của chúng được bảo tồn và chuyển dịch vào sản phẩm mới. Quá trình sản xuất kết thúc, lao động của công nhân làm thuê đã tạo ra những hàng hóa mới mà giá trị của nó lớn hơn giá trị các yếu tố sản xuất mà nhà tư bản đã mua lúc ban đầu, vì trong đó có giá trị thặng dư do công nhân tạo ra. Kết thúc của giai đoạn thứ hai: tư bản sản xuất chuyển hóa thành tư bản hàng hóa.
- Giai đoạn thứ ba:

Nhà tư bản trở lại thị trường với tư cách là người bán hàng. Hàng hóa của nhà tư bản được chuyển hóa thành tiền. Kết thúc giai đoạn ba, tư bản hàng hóa chuyển hóa thành tư bản tiền tệ. Đến đây mục đích của nhà tư bản đã được thực hiện, tư bản quay trở lại hình thái ban đầu trong tay chủ của nó, nhưng với số lượng lớn hơn trước.
Số tiền bán hàng hóa đó, nhà tư bản lại đem dùng vào việc mua tư liệu sản xuất và sức lao động cần thiết để tiếp tục sản xuất và toàn bộ quá trình trên được lặp lại.

## Đặc điểm
Qua quá trình tuần hoàn, với tư cách là một giá trị, tư bản đã trải qua một chuỗi biến hoá hình thái có quan hệ với nhau, quy định lẫn nhau. Trong các giai đoạn đó, có hai giai đoạn thuộc lĩnh vực lưu thông và một giai đoạn thuộc lĩnh vực sản xuất.
Phù hợp với ba giai đoạn tuần hoàn của tư bản có ba hình thái của tư bản công nghiệp: 
- Tư bản tiền tệ
- Tư bản sản xuất
- Tư bản hàng hóa.

Để tái sản xuất diễn ra một cách bình thường thì tư bản xã hội cũng như từng tư bản cá biệt đều tồn tại cùng một lúc dưới cả ba hình thái. Tái sản xuất của mọi doanh nghiệp tư bản chủ nghĩa trong cùng một lúc đều gồm có: 
- Tư bản tiền tệ chi ra để mua tư liệu sản xuất và sức lao động
- Tư bản sản xuất dưới hình thái tư liệu sản xuất và sức lao động đang hoạt động
- Tư bản hàng hóa sắp đưa ra bán.

Đồng thời, trong lúc một bộ phận của tư bản là tư bản tiền tệ đang biến thành tư bản sản xuất, thì một bộ phận khác là tư bản sản xuất đang biến thành tư bản hàng hóa và bộ phận thứ ba là tư bản hàng hóa đang biến thành tư bản tiền tệ. Mỗi bộ phận ấy đều lần lượt mang lấy và trút bỏ một trong ba hình thái đó.
Ba hình thái của tư bản không phải là ba loại tư bản khác nhau, mà là ba hình thái của một tư bản công nghiệp biểu hiện trong quá trình vận động của nó. Song cũng trong quá trình vận động ấy đã chứa đựng khả năng tách rời của ba hình thái tư bản. Trong quá trình phát triển của chủ nghĩa tư bản, khả năng tách rời đó đã làm xuất hiện tư bản thương nghiệp và tư bản cho vay, hình thành các tập đoàn khác nhau trong giai cấp tư bản: chủ công nghiệp, nhà buôn, chủ ngân hàng... chia nhau giá trị thặng dư.